# マックス・ブーサック
マキシム・ブーサック（ウクライナ語: Максим Бурсак,英語: Maksym Bursak、1984年7月3日 - ）は、ウクライナのプロボクサー。キーウ出身。

## 来歴
2008年4月19日、キーウのパレス・オブ・スポーツでミカイル・クツシュヴィリとIBF世界ミドル級ユース王座決定戦を行い、7回TKO勝ちを収め王座を獲得した。同年6月14日、ジョバンニ・デ・カロリス相手に同タイトルの初防衛戦を行い8回TKO勝ち、9月27日、エステバン・ポンセ相手に防衛戦を行い8回TKO勝ちを収め、ユース王座のタイトルを2度防衛した。
2012年5月4日、パリのパライス・デ・スポーツでハッサン・ヌダム・ヌジカムとWBO世界ミドル級王座決定戦を行い、12回0-3（111-118、2者が110-118）の判定負けを喫し王座を獲得出来なかった。
2014年6月21日、モンテカルロのセルデ・ゼトワールでマーティン・マレーとWBC世界ミドル級シルバー王座決定戦を行い、12回0-3（109-119、112-117、110-118）の判定負けを喫し王座を獲得出来なかった。
2016年4月13日、同月30日にカッパー・ボックスでWBO世界ミドル級王者ビリー・ジョー・ソーンダースと対戦する行う予定だったが、ソーンダースがスパーリング中に左拳を骨折したため中止になった。
2017年4月22日、スタブハブ・センター・テニスコートでWBO世界スーパーミドル級王者ヒルベルト・ラミレスと対戦し、12回0-3（3者とも106-120）の判定負けを喫し王座を獲得出来なかった。

## 獲得タイトル
- IBF世界ミドル級ユース王座
- WBOインターコンチネンタルミドル級王座
- EBUヨーロッパミドル級王座
- WBAコンチネンタルミドル級王座